# Karl-Heinz Rothin
Karl-Heinz Rothin (* 10. März 1927 in Gera; † 8. August 2016) war ein deutscher Theater- und Filmschauspieler und Kabarettist.

## Karriere
Rothin war das einzige Kind einer Arbeiterfamilie. An den Bühnen der Stadt Gera ließ er sich zum Tänzer und Schauspieler ausbilden und wurde dort im Anschluss 1948 als Theaterschauspieler engagiert. 1957 wechselte er ans Hans Otto Theater nach Potsdam. Ab 1960 lebte Rothin als freischaffender Schauspieler in Berlin und begann an DEFA-Filmen mitzuwirken. So war Rothin im Jahr 1960 in der Märchenverfilmung Das Zaubermännchen als der faule Müller Kunz zu sehen und 1963 in dem Kriminalfilm Die Glatzkopfbande. 1965 war er in der Nebenrolle des Grenzer im zweiteiligen Fernsehfilm Die Mutter und das Schweigen zu sehen.
Rothin war Begründer und Leiter der ersten Kleinkunstbühne der DDR, dem Keller 68 in Gera, und gründete dort auch das Kabarett Fettnäpfchen. 1988 kehrte Rothin als Schauspieler zurück ans Theater, da vier seiner Kabarettstücke verboten worden waren. 1992 beendete er seine 44-jährige Bühnenkarriere und ging in den Ruhestand.

## Filmografie
- 1959: Kabale und Liebe
- 1960: Das Zaubermännchen
- 1963: Die Glatzkopfbande
- 1965: Die Mutter und das Schweigen